# Mülheim (Bad Honnef)

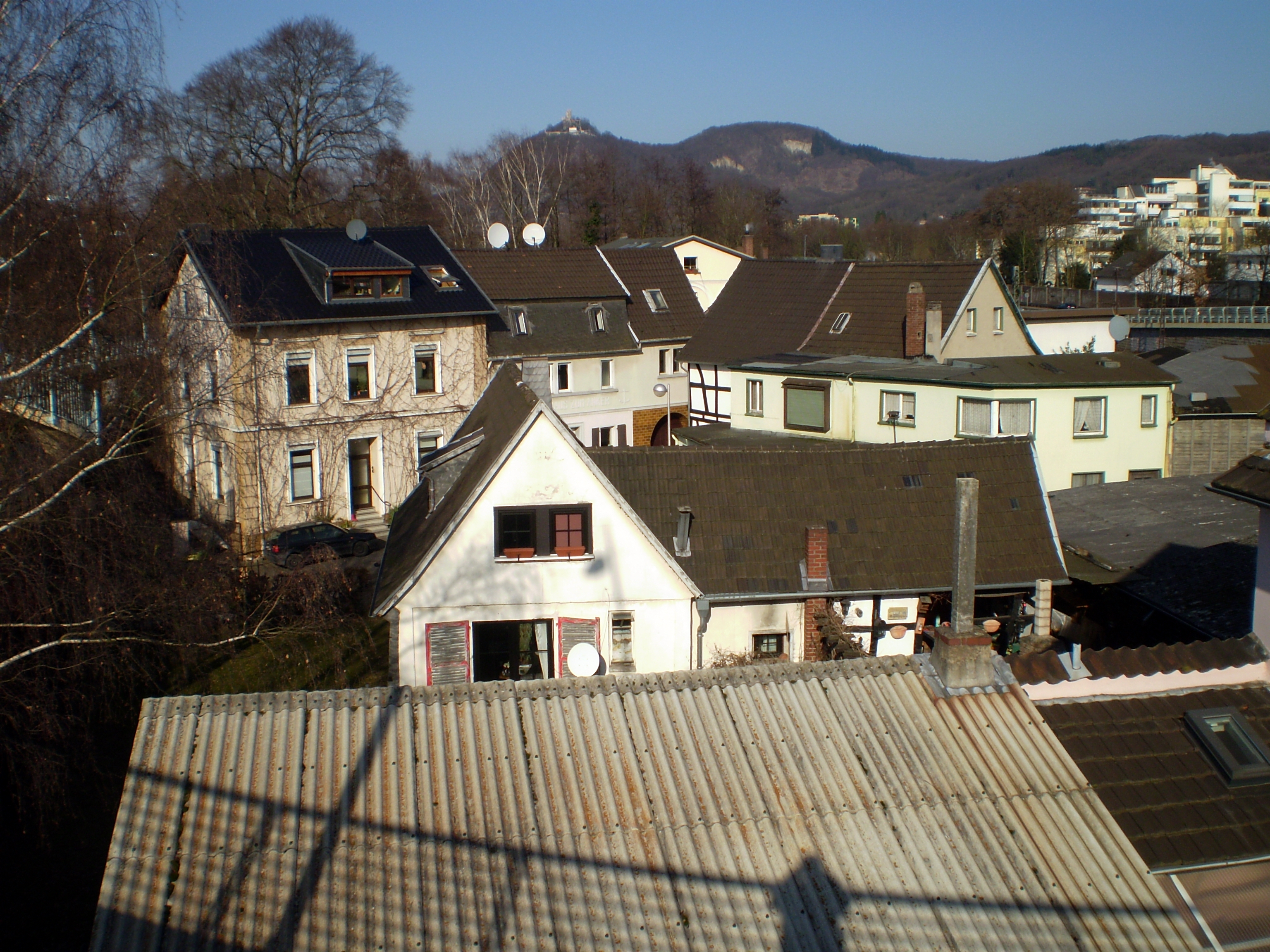
Die Schiffersiedlung Mülheim

Mülheim ist eine Ortslage der Stadt Bad Honnef im nordrhein-westfälischen Rhein-Sieg-Kreis.
Sie geht auf eine Schiffersiedlung zurück, die Standort einer Werft und der sogenannten, für den Ort namensgebenden Löwenburger Schiffsmühle („Rheinmühle“) war. Diese ankerte vor Mülheim im östlichen Arm des Rheins und war laut einem Weistum aus dem Jahre 1450 ein erzbischöflicher Besitz; ansonsten war sie Eigentum der Löwenburger Herren und später der Herzöge von Berg.:16 Zu ihrem Bannbezirk gehörten alle sechs Honnefer Honschaften.:152 Verladen wurden im Mülheimer Hafen mithilfe von Kränen im Besonderen der zu dieser Zeit in Honnef intensiv angebaute Wein – dieser ausschließlich über den auf einem Schiff ruhenden sogenannten (Rhein)Kranen:142, ebenfalls im Löwenburger und später bergischen Besitz:16 – sowie Steine und Erze aus den zahlreichen Gruben der Region. Die Schiffsmühle ging vor 1653 durch Eisgang unter. Spätestens nach der Abtrennung des Rheinarms der vor Mülheim befindlichen Insel Grafenwerth vom Hauptstrom im Jahre 1790 wurde der Hafen aufgegeben.
Mülheim war lange Zeit der einzige unmittelbar am Rhein gelegene Ort des bis 1806 bestehenden Kirchspiels Honnef. Zum Hauptort, der etwa 20 m oberhalb und ein Kilometer östlich liegt, führte früher die gepflasterte Steinstraße. Am Ende der Steinstraße befand sich Honnefs erste (private) Badeanstalt in Form eines kleinen Holzbaus. Mit dem Bau der rechtsrheinischen Bahnstrecke Ende des 19. Jahrhunderts und dem Bau der Bundesstraße 42 in den 1950er-Jahren wurde Mülheim vom Rest der Stadt abgeschnitten. Seitdem liegt es unterhalb eines Brückenbauwerks (Honnefer Kreuz). Südlich schließen sich die Ausläufer von Lohfeld an, nördlich wird die Siedlung durch den kurz vor seiner Mündung in den Altarm des Rheins befindlichen Ohbach begrenzt. Einige Häuser aus der Zeit des Hafenbetriebs sind noch erhalten, darunter ein Fachwerkhaus von 1758. Unmittelbar an der Eisenbahnlinie befand sich früher eine Emulsionsfabrik, die eine Lebertran-Emulsion herstellte.
Der Name des Ortes wurde im 16. Jahrhundert auf das heutige Bad Honnefer Zentrum um Markt und Pfarrkirche übertragen, wo von 1555 bis zur Auflösung des Herzogtums Berg im Jahre 1806 die Honschaft Mülheim des Kirchspiels Honnef bestand. Im Jahre 1663 verzeichnete sie rund 340 Einwohner, 1828 hatte sie 380 und 1843 bereits 491 Einwohner. Von dieser Honschaft zeugt heute noch die dort verlaufende Mülheimer Straße.